# فردريش غوتليب ديتريش
فردريش غوتليب ديتريش (1765-1768) (بالإنجليزية: Friedrich Gottlieb Dietrich)‏ هو عالم نبات ألماني.